# Storträsket (Pålängeån)
Storträsket är en sjö i Kalix kommun i Norrbotten som ingår i Kalixälven-Töreälvens kustområde. Sjön har en area på 4,03 kvadratkilometer och ligger 12,9 meter över havet. Sjön avvattnas av vattendraget Pålängån. Sjön ligger omkring en mil sydväst om Töre.
Storträsket är en gammal fjärd som avsnörts genom landhöjningen. Numera avvattnas genom den kilometerkorta Pålängeån ner till Siknäsfjärden.

## Delavrinningsområde
Storträsket ingår i delavrinningsområde (732428-182235) som SMHI kallar för Utloppet av Storträsket. Medelhöjden är 29 meter över havet och ytan är 25,64 kvadratkilometer. Räknas de 2 avrinningsområdena uppströms in blir den ackumulerade arean 51,77 kvadratkilometer. Avrinningsområdets utflöde Pålängån mynnar i havet. Avrinningsområdet består mestadels av skog (73 procent). Avrinningsområdet har 4,28 kvadratkilometer vattenytor vilket ger det en sjöprocent på 16,7 procent.